# Johann Christoph Friedrich Klug
Johann Christoph Friedrich Klug (Berlino, 5 maggio 1775 – Berlino, 3 febbraio 1856) è stato un entomologo tedesco.
È stato professore di medicina e di entomologia presso l'Università di Berlino, nonché direttore dell'Orto botanico di Berlino.
Nella sua opera Symbolæ Physicæ (Berlino, 1829-1845) ha descritto numerose specie di farfalle dell'Egitto e dell'Arabia, ma il suo lavoro si sviluppò principalmente nell'ambito dei Coleotteri e degli Imenotteri.

## Descrizioni attribuite
- Coleotteri
  - Ophionea